# Oblys d'Atyraou
L'oblys d'Atyraou (kazakh : Атырау облысы) est une région administrative du Kazakhstan, située à l'ouest du pays et limitrophe de la Russie, tout en étant bordée par la mer Caspienne.
C'est par sa superficie le deuxième oblys le plus petit du Kazakhstan après celui de Turkestan.

## Géographie
L'oblys d'Atyrau est riverain de la mer Caspienne dans sa bordure septentrionale, étant situé dans la vaste dépression aralo-caspienne, dans laquelle se jettent le fleuve Oural en provenance de la Russie, au nord, ainsi que le fleuve Emba dans le nord-est, par une zone de lagunes riches en champs pétrolifères.

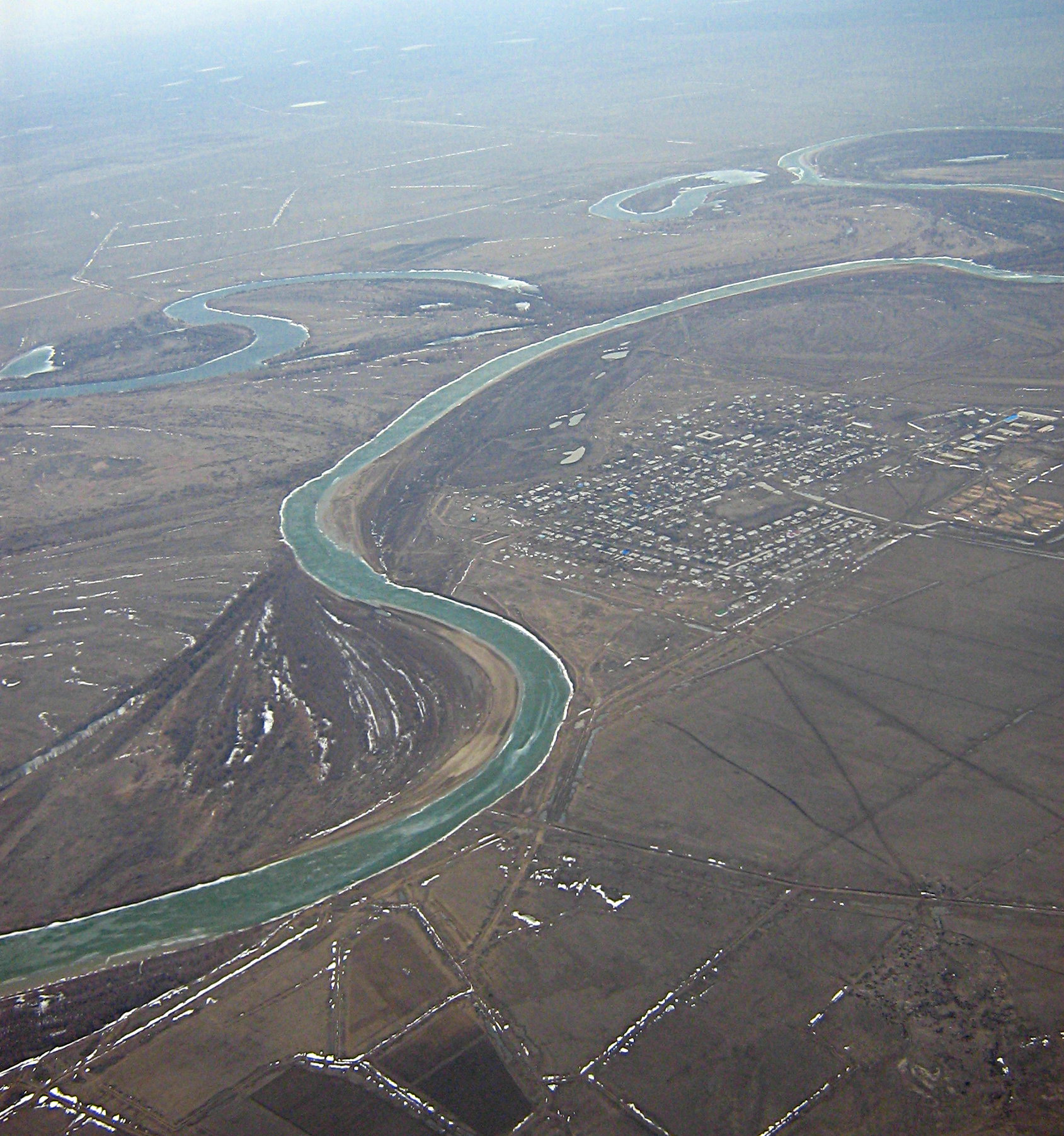
Les méandres du fleuve Oural à travers la steppe kazakhe.

La région administrative est limitrophe au nord-ouest de l'oblys du Kazakhstan-Occidental, au nord-est de l'oblys d'Aktioubé et au sud de l'oblys de Manguistaou.
À l'ouest, la province partage une frontière naturelle avec la Russie, étant contigüe à l'oblast d'Astrakhan, dont un des nombreux bras du vaste delta de la Volga sert de limite frontalière et près duquel se trouve le petit chef-lieu de district de Ganyushkino. Cette partie de l'oblys, sise dans la dépression caspienne, est presque vide d'habitants étant occupée par le désert Ryn, espace aride et dunaire.
L'oblys d'Atyrau fait partie de la zone européenne du Kazakhstan comme la province du nord, l'oblys du Kazakhstan-Occidental, dont la vallée de l'Oural sert de délimitation intercontinentale entre l'Europe et l'Asie.
La vallée de l'Oural, depuis la frontière avec la Russie jusqu'à son embouchure avec la mer Caspienne, ne bénéficie pas de liaisons ferroviaires qui auraient pu relier les deux capitales provinciales, Oural, au nord, à Atyrau, au sud. Mais cette dernière est bien reliée par la voie ferrée à Astrakhan, en Russie, en longeant le nord de la mer Caspienne jusqu'à Aktioubé, via le nœud ferroviaire de Makat -orthographiee Maqat sur les cartes géographiques -, à l'est de la capitale provinciale.

## Divisions administratives
La province est divisée en sept districts et la ville autonome d'Atyraou :

### Districts
| District               | Chef-lieu   |
| ---------------------- | ----------- |
| District d'Inder       | Inderbor    |
| District d'Isataï      | Aqqystau    |
| District de Kurmangazy | Ganyushkino |
| District de Makhambet  | Makhambet   |
| District de Maqat      | Maqat       |
| District de Kyzylkoga  | Miyaly      |
| District de Jylyoï     | Koulsary    |

### Villes autonomes
| Ville   |
| ------- |
| Atyraou |